# Sir William Bowman
Sir William Bowman, Tòng Nam tước thứ nhất (20 tháng 7 năm 1816 – 29 tháng 3 năm 1892) là một phẫu thuật viên, nhà mô học và một nhà giải phẫu học. Ông chủ yếu được biết tới bởi các nghiên cứu của ông sử dụng kính hiển vi để nghiên cứu hàng loạt các cơ quan cơ thể người, mặc dù trong suốt cuộc đời ông theo đuổi sự nghiệp làm bác sĩ nhãn khoa và đã rất thành công.

## Gia đình
Vào ngày 28 tháng 12 năm 1842, ông cưới Harriet, con gái thứ năm của Thomas Paget vùng Leicester, và đã có bảy người con.
Vợ ông mất tại Joldwynds vào ngày 25 tháng 11 năm 1900.
Tước hiệu của ông được kế thừa bởi người con cả, Sir Paget Bowman.

## Các ẩn phẩm bởi ông
- Todd, Robert Bentley (1857), The Physiological Anatomy and Physiology of Man, Bowman, William, Philadelphia: Blanchard and Lea, truy cập ngày 3 tháng 8 năm 2008, full download available at Google Book Search.

- Bowman, William (1849), Lectures on the parts concerned in the operations on the eye, and on the structure of the retina: Delivered at the Royal London Ophthalmic Hospital, Moorfields, June 1847. To which are Added, a Paper on the Vitreous Humor; and Also a Few Cases of Ophthalmic Disease, London: Longman, Brown, Green, and Longmans, full download available at Google Book Search.